# Sumber Hidup (Muara Telang)
Sumber Hidup is een bestuurslaag in het regentschap Banyuasin van de provincie Zuid-Sumatra, Indonesië. Sumber Hidup telt 2247 inwoners (volkstelling 2010).